# イシフエダイ属
イシフエダイ属 (学名：Aphareus) は、フエダイ科ハマダイ亜科の下位分類群の一つ。アフリカからハワイ諸島にかけてのインド洋と太平洋に分布する。

## 分類
本属は、フランスの博物学者であるジョルジュ・キュヴィエによって記載された。属名の由来はキュヴィエによると、「アリストテレスによる意味不明でおそらく間違っている、マグロのメスに特有の鰭を意味する可能性がある言葉」である。偶然かもしれないが、アラビア語での名前、farès に似ている。1913年、デイビッド・スター・ジョーダン、ジョン・オターバイン・スナイダー、田中茂穂は、Aphareus caerulescens を属のタイプ種としたが、これはイシフエダイ A. furca のシノニムである。

## 下位分類
本属には2023年現在、次の種が属する。
- Aphareus furca (Lacépède, 1801) (small-toothed jobfish) イシフエダイ
- Aphareus rutilans G. Cuvier, 1830 (rusty jobfish) オオグチイシチビキ

## 分布・生息地
アフリカ東部からハワイ諸島にかけてのインド太平洋に広く分布する。水深6 - 100mの、沿岸部のサンゴ礁や岩礁域に生息する。単独または小さな群れを作り生活する。

## 形態
フエダイ科の中では中型で、体はがっしりとした細長い紡錘形。歯は小さく、犬歯のような鋭い歯や鋤歯は存在しない。鰓蓋の裂け目は目の前部まで達する。目と目の間は平らで、背鰭は棘条部と軟条部が連続しており、棘条10本軟条10 - 11本で構成される。尻鰭は棘条3本、軟条8本で構成される。胸鰭は長いが頭部よりは短く、軟条15 - 16本で構成される。背鰭、臀鰭には鱗が無く、尾鰭は二叉型。鱗は比較的小さい。体色は紫がかった茶色、青灰色、または赤みがかった色で、腹部は銀色で光沢がある場合がある。

## 人との関わり
島嶼部では重要な食用魚とされており、釣りや底延縄で漁獲される。肉は良質で、生鮮なまま販売される。